# Silay
Silay è una città componente delle Filippine, situata nella Provincia di Negros Occidental, nella Regione di Visayas Occidentale.
Silay è formata da 16 baranggay:
- Bagtic
- Balaring
- Barangay I (Pob.)
- Barangay II (Pob.)
- Barangay III (Pob.)
- Barangay IV (Pob.)
- Barangay V (Pob.)
- Barangay VI Pob. (Hawaiian)
- Eustaquio Lopez
- Guimbala-on
- Guinhalaran
- Kapitan Ramon
- Lantad
- Mambulac
- Patag
- Rizal